# Dealer's Choice
Dealer's Choice is de derde aflevering van het negende seizoen van het tienerdrama Beverly Hills, 90210, die voor het eerst werd uitgezonden op 30 september 1998.

## Plot
Nu de vader van Noah zelfmoord heeft gepleegd wil Donna er zijn voor hem maar hij sluit iedereen buiten en daar heeft Donna het moeilijk mee. Noah had ook zijn boot verkocht en moet een nieuwe slaapplaats vinden, Donna rekent erop dat hij bij haar komt wonen maar Noah heeft dit nog niet gevraagd. Noah grijpt ook steeds meer naar de fles en op de vijfentwintigjarige bruiloft van de ouders van Donna geeft Noah stomdronken een speech en dit valt niet in goede aarde en Noah wordt dwingend gevraagd het feest te verlaten. De volgende dag zoekt Noah Donna op en biedt aan haar zijn excuses aan. Donna weet niet wat zij met hem aan moet. Ondertussen heeft Donna meer problemen, zij heeft een nieuwe assistente, Carrie, aangenomen om haar te helpen met haar ontwerpen. Donna geeft haar ontwerpen aan Carrie om dit af te laten geven bij een modebedrijf. Later komt zij erachter dat dit bedrijf haar aangenomen heeft omdat Carrie hen liet geloven dat zij de ontwerpen gemaakt heeft. Donna is woest op haar en laat dit merken maar zij is hier niet gevoelig voor. Het bedrijf heeft Donna nu niet meer nodig en wordt ontslagen, later komt Carrie bij Donna en vertelt haar dat zij ook ontslagen is omdat zij niet kan ontwerpen en door de mand is gevallen.
Valerie heeft het gezellig met haar moeder, Abby, en haar nieuwe vriend Carl. Nu willen Abby en Carl naar Las Vegas om daar te trouwen, zij vragen Valerie ook mee en deze stemt ermee in en gaat mee. Ondertussen zit Kelly helemaal vast met haar situatie tussen haar en Brandon en vraagt Valerie of zij mee mag, Valerie staat niet echt hierop te springen maar gaat toch akkoord. In Las Vegas begint Valerie te flirten met Carl en dit eindigt met seks in het bed van Valerie. Na afloop schamen zij zich diep en tot overmaat van ramp worden zij gezien door Kelly als Carl haar kamer verlaat. De bruiloft gaat gewoon door als of niets gebeurd is en Valerie weet zichzelf geen houding te geven.
De relatie tussen David en Sophie wordt steeds intenser, David heeft het hier maar moeilijk mee omdat Steve hier nog steeds niets van weet en hij nog steeds stapel verliefd is op Sophie. Als Steve aan David vraagt of zij een relatie hebben liegt David glashard door nee te zeggen.
Brandon ontmoet een journalist van de New York Chronicle die hem een baan aanbiedt. De baan is in Los Angeles maar eerst moet hij naar New York omdat de grote baas van de krant hem wil ontmoeten. Brandon is verrast en vereerd en wil graag de baas ontmoeten.

## Rolverdeling
- Jason Priestley - Brandon Walsh
- Jennie Garth - Kelly Taylor
- Ian Ziering - Steve Sanders
- Brian Austin Green - David Silver
- Tori Spelling - Donna Martin
- Tiffani Thiessen - Valerie Malone
- Joe E. Tata - Nat Bussichio
- Lindsay Price - Janet Sosna
- Vincent Young - Noah Hunter
- Laura Leighton - Sophie Burns
- Michelle Phillips - Abby Malone
- Ray Wise - Daniel Hunter
- Bruce Thomas - Carl Schmidt
- Katherine Cannon - Felice Martin
- Michael Durrell - Dr. John Martin
- Jordana Spiro - Carrie Knox
- Brendan Ford - Paul Jankowski